# سايبورغ 2
سايبورغ 2 (بالإنجليزية: Cyborg 2) هو فيلم حركة تم إنتاجه في الولايات المتحدة وصدر في سنة 1993. الفيلم من إخراج مايكل شرودر من بطولة أنجلينا جولي وجاك بالانس.

## وصلات خارجية
- سايبورغ 2 على موقع IMDb (الإنجليزية)
- سايبورغ 2 على موقع روتن توميتوز (الإنجليزية)
- سايبورغ 2 على موقع نتفليكس (الإنجليزية)
- سايبورغ 2 على موقع ألو سيني (الفرنسية)
- سايبورغ 2 على موقع Turner Classic Movies (الإنجليزية)
- سايبورغ 2 على موقع أول موفي (الإنجليزية)
- سايبورغ 2 على موقع فيلمافينيتي (الإسبانية)
- سايبورغ 2 على موقع قاعدة بيانات الفيلم (الإنجليزية)
- سايبورغ 2 على موقع ليتربوكسد (الإنجليزية)
- سايبورغ 2 على موقع كينوبويسك (الروسية)